# リンの定量
リンの定量法（リンのていりょうほう）は、吸光度計を用いて無機リンの定量を行う方法(FISKE and SUBBAROW, 1925; JBC)。
原理としては、還元型リン－モリブデン複合体がモリブデンブルーに発色することを利用。

## 方法
Fiske & SubbaRow Reagent(0.25% 1-amino-2-naphthol-4-sulfonic acid (ANSA), 15% sodium bisulfite anhydrous, 0.5% sodium sulfite anhydrous)と、硫酸と5w/v% Hexaammonium heptamolybdate-tetrahydrateを等量まぜ、約7分間incubationの後に660 nmにおける吸光度を測定する。
OD660=0.363 for 0.5 μmol/mL of phosphorusといわれている。
ただし液中のリン濃度（エステル型+無機）が高すぎると反応が進まず発色しない。
この場合には、リンの濃度を水などで薄め、測定する必要がある。
NaKATPaseを測定する場合にATPを入れすぎるとこのような現象がみられることがある。